# Намчылак, Сайнхо
Сайнхо Намчылак (настоящее имя Людмила Окан-ооловна Намчылак; 11 марта 1957, посёлок Пестуновка (ныне Белдир-Кежии), Улуг-Хемский район, Тувинская автономная область) — тувинская певица, проживающая в Австрии. Народная артистка Республики Тыва (2011).

## Биография
Родилась в 1957 году, в Республике Тува в небольшом таёжном посёлке. Родители были учителями, а предки — кочевниками. В детстве научилась у бабушки народным песням и традиционному горловому пению (хоомей). В 1975 году начинает получать музыкальное образование в Кызыле, продолжила с 1981 года в Москве, и закончила в Гнесинском училище в 1988 году. Ещё во время обучения участвовала в различных музыкальных проектах, ездила в концертные турне по всему миру.
С начала 1990-х годов Сайнхо Намчылак смешивает этническую музыку Тувы и горловое пение с западной (авангард, модерн, джаз, поп). Записала ряд сольных альбомов в разнообразной стилистике, а также аудио-книгу. В 2006, в честь 50-летнего юбилея Сайнхо, вышла книга «Чело-ВЕК» с её стихами, дневниковыми записями (на русском, тувинском и английском) и иллюстрациями. Часто выступает в России. В 2011 году Сайнхо приняла участие на международном фестивале world music «Голос кочевников» в Бурятии.
Живёт и работает в Австрии.

## Дискография
- 1989-91 — Golden Years of the Soviet New Jazz, vol 3,4: Sainkho Sergey Letov: 11.06.1989&1991; Sainkho + Три О: 1989&1991; Sainkho w Pop-Mechanika: 18.11.1989; Sainkho w Michael Zhukov: 10.06.1990 — CD LR GY 409/412 Leo Records, London, UK, released 2002 — some rec. dates acc. to Sergey Letov, the leader of Три О
- 1990 — «Transformation of Matter», Три О plus Sainkho — Document, New Music from Russia, the 80ies (8-CD box), disc5 CD LR 801—808; Leo Records, London, UK
- 1991 — Tunguska-Guska
- 1991 — Lost Rivers
- 1993 — Kang Tae Hwan and Sainkho Namchylak Live — Free Improvisation Network Records, Japan
- 1993 — Out Of Tuva
- 1996 — Mars song — Дуэт с Эваном Паркером
- 1996 — Amulet — Дуэт с Ned Rothenberg
- 1997 — Time Out
- 1997 — Letters
- 1997 — Time Out
- 1998 — Naked Spirit
- 1999 — Aura
- 2001 — Stepmother City
- 2003 — Who Stole The Sky?
- 2005 — Arzhaana
- 2005 — Forgotten Streets of St. Petersburg — с проектом Три О.
- 2007 — Tuva-Irish Live Music Project, electronics w Roy Carrol — CD LR 480 Leo Records, London, UK
- 2007 — Nomad, compilation of the best works by Sainkho, dedicated to her 50th anniversary — CD LR 482 Leo Records, London, UK
- 2008 — Intrance, acoustic duo w Jarrod Gagwin — CD LR 502 Leo Records, London, UK
- 2008 — Mother — Earth! Father — Sky!, Huun-Huur-Tu feat. Sainkho — jaro 4281-2, Jaro Records, Germany
- 2009 — Portrait of an Idealist, Moscow Composer Orchestra feat. Sainkho — CD LR 527 Leo Records, London, UK
- 2009 — Tea Opera, electronics w Dickson Dee — CD LR 537 Leo Records, London, UK
- 2010 — Simply-Live, compilation of live recordings of the song program — Tree Music, China
- 2010 — Not Quite Songs, electro acoustics w Nickolay Sudnik (of Zga, Riga) — CD LR 564 Leo Records, London, UK
- 2010 — Terra, azz-arranged songs w Wolfgang Puchnig, Paul Urbanek — CD LR 590 Leo Records, London, UK
- 2010 — Cyberia, solo — 2CD/2LP, Ponderosa Music and Art, Italy — released April 2011
- 2013 — Sainkho & Garlo: Go To Tuva — CD, Cipiaudio, France — released November 2013, recorded, mixed & mastered in 2012.2015 — «Like A Bird Or Spirit, Not A Face», Ponderosa Music & Art
- 2015 — Like A Bird Or Spirit, Not A Face, Ponderosa Music & Art, Italy

## Персональные выставки
2010 — «Звуки Верхнего Мира». Галерея Елены Врублевской, Москва.

## Награды
- Юбилейная медаль в честь 100-летия образования Тувинской Народной Республики (2021) — за вклад в развитие тувинской культуры[5]
- Народная артистка Республики Тыва (2011)[6]
- Заслуженная артистка Республики Тыва (2008)[7]
- Почётная гражданка Миннеаполиса (1987)[8].

## Книги
- Саинхо Намчылак. Чело-ВЕК. — СПб.: Вита Нова, 2006. — 96 с. — 500 экз. — ISBN 5-93898-112-3.